# Ре (Вербано-Кузио-Осола)
Ре (итал. Re) је насеље у Италији у округу Вербано-Кузио-Осола, региону Пијемонт.
Према процени из 2011. у насељу је живело 502 становника. Насеље се налази на надморској висини од 706 м.

## Становништво
Према резултатима пописа становништва 2011. у општини је живело 757 становника.
| 1931. | 1936. | 1951. | 1961. | 1971. | 1981. | 1991. | 2001. | 2011. |
| ----- | ----- | ----- | ----- | ----- | ----- | ----- | ----- | ----- |
| 867   | 893   | 947   | 937   | 902   | 945   | 863   | 830   | 757   |